# エアストリーム

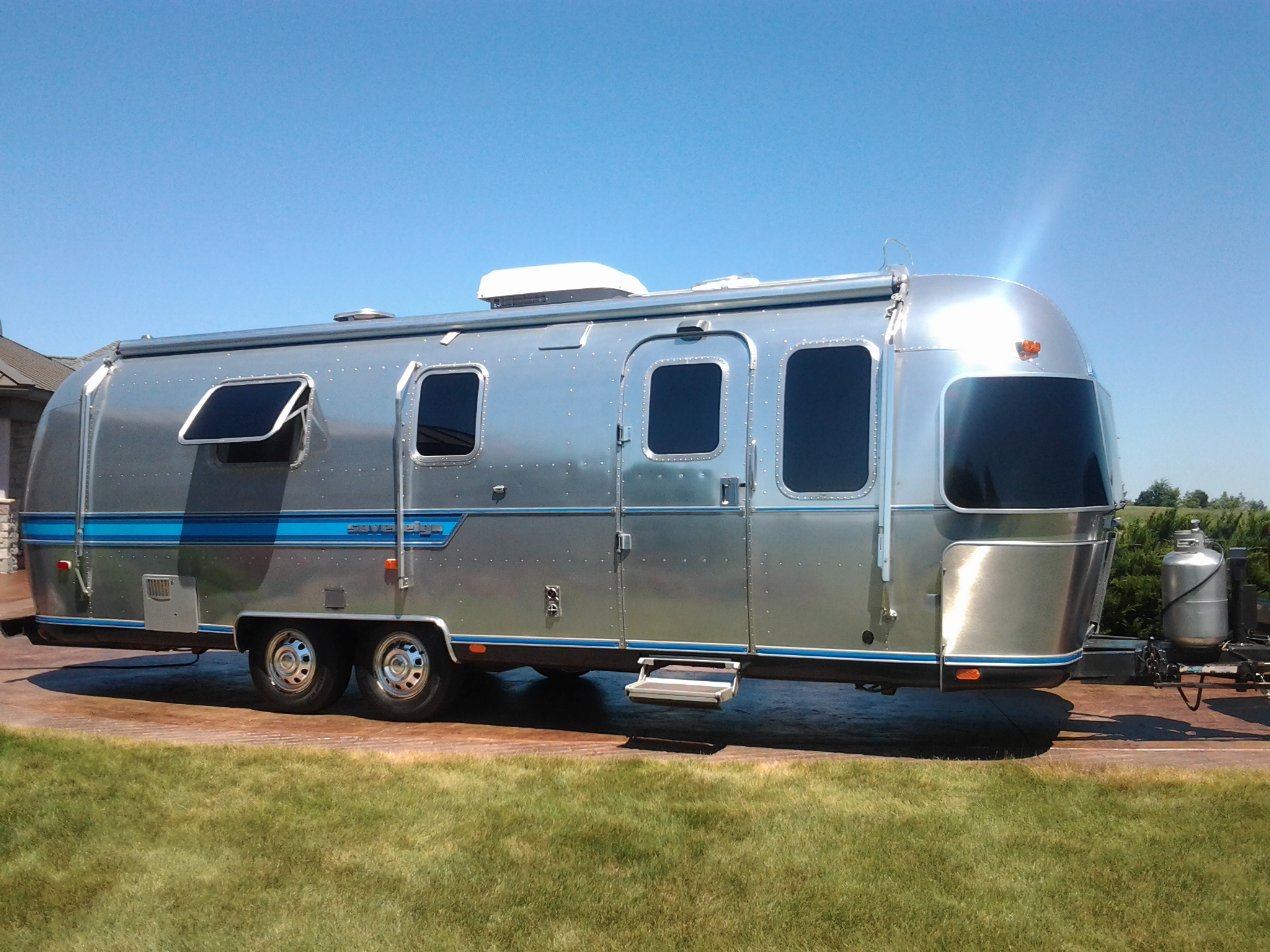
1987年製 エアストリーム・ソヴリン

エアストリーム（Airstream）は、アメリカ合衆国オハイオ州のジャクソン・センターで製造される高級キャンピングカーのブランドである。 近年はソア・インダストリーズの一部門となり、従業員400名以下の業界でも最古の企業である。エアストリーム製のキャンピングトレーラーは、元々1930年代にホーレー・ボウラスが生み出した設計の特徴ある丸みを帯びたアルミニウム製ボディで容易に判別できる。ボウラスは、チャールズ・リンドバーグが操縦したスピリットオブセントルイス号の主任設計者であった。

## 歴史

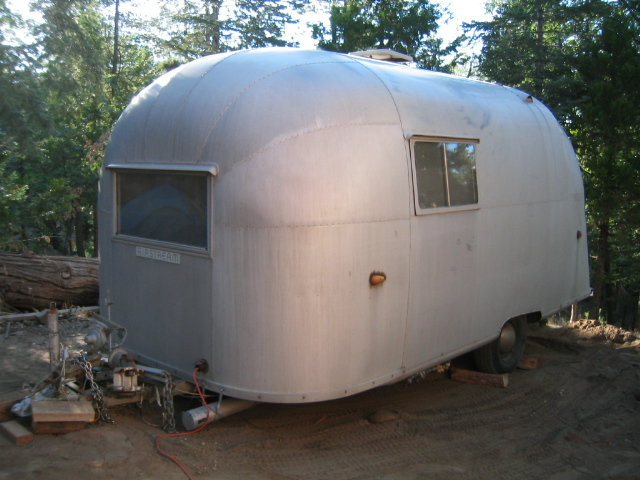
1958年製 エアストリーム・トラヴェラー018

エアストリーム社の起源は、1920年代終わりのロサンゼルスでウォーリー・バイアムが裏庭でメゾナイト製のキャンピングトレーラーを製作し始めたことであった。弁護士を目指していたバイアムは、自分で好みのキャンピングトレーラーを造りたい者に自作キットを売るための雑誌を発行し、ホーレー・ボウラスのキャンピングトレーラー販売を手伝った後で経営状態の良くなかったボウラスの会社を買い取った。1936年にバイアムはエアストリーム・クリッパー (Airstream Clipper) を発売したが、これは実質的には1935年のボウラス製キャンピングトレーラーの前面に備えられたドアを側面に移して名前を変えただけの物であった。抗力が小さく、それに伴って燃料消費率の向上に貢献していたこのキャンピングトレーラーのデザインは、現在まで続くソーセージ型で銀色アルミニウム製のエアストリーム社のキャンピングトレーラー製品の最初のものであった。クリッパーと呼ばれる1936年の最初のエアストリームは、最初の大西洋横断飛行艇に因んで名づけられた。これは4名分の寝床と人数分の給水設備と電灯を備えており、価格は$1,200であった。1936年時点では400社以上のキャンピングトレーラーの製造業者が操業していたが大恐慌を乗り切ったのはエアストリーム社の唯1社のみであった。第二次世界大戦中は娯楽旅行はほとんどの国民が享受できる余裕が無いほどの贅沢なものとなり、非軍需産業は酷いアルミニウム不足に直面した。大戦が終了すると経済状況は活況を呈し、国民の娯楽旅行への関心は再び戻ってきた。バイアムの会社は1948年に生産を再開し、1952年7月にはジャクソン・センターの新工場が建設された。カリフォルニアでのエアストリームの生産は1979年に終了した。
1974年にエアストリーム社はアーゴシー(Argosy) という名のクラスAのキャンピングカーの製造を始めた。当初は20-と24-フィート (6.1と7.3 m) の塗装済みモデルの製造が始められ、1979年にキャンピングトレーラーと同様の無塗装アルミニウム製ボディをもつ最初のクラシックモデルのキャンピングカーがこれに続いた。

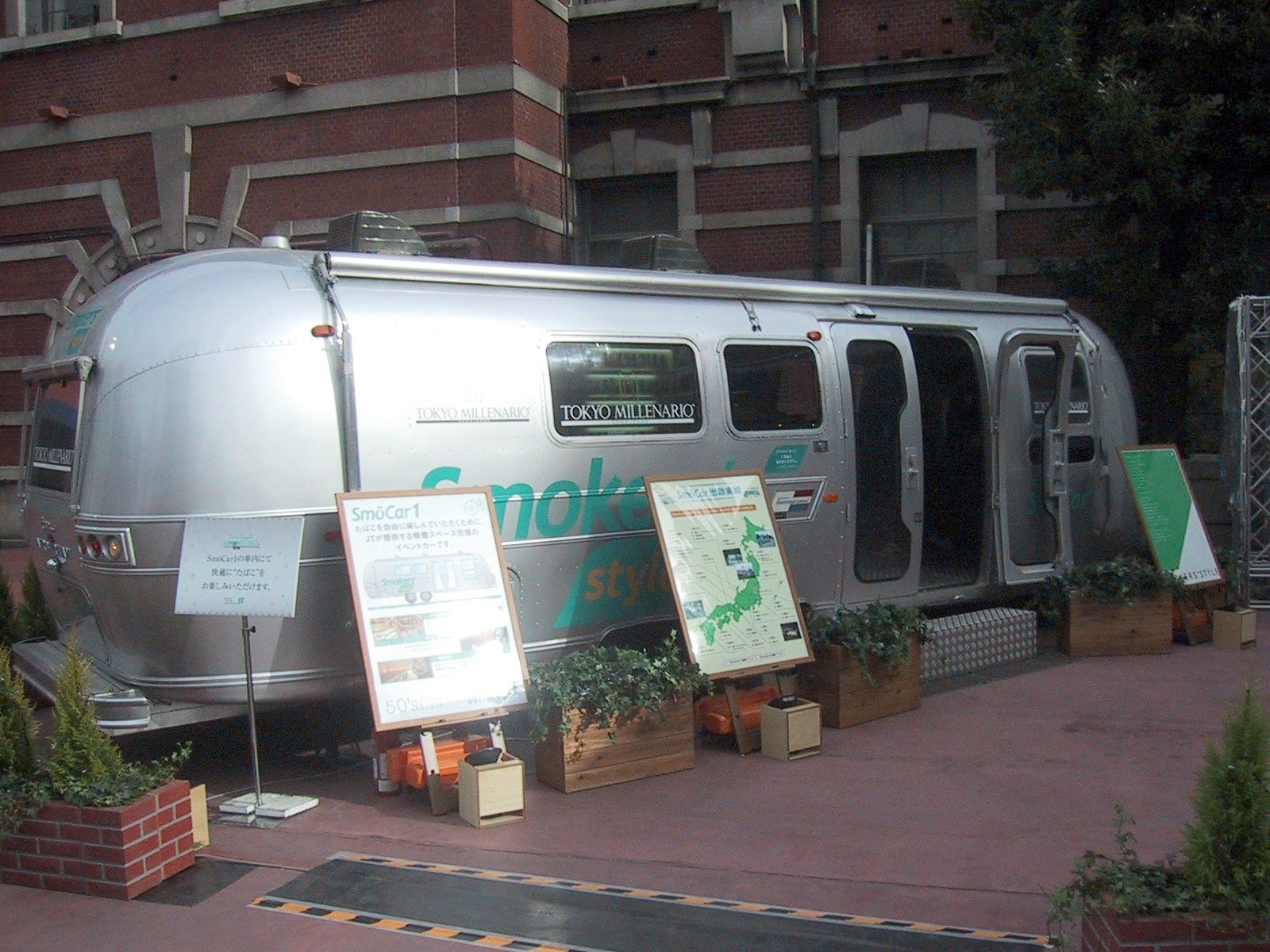
東京で喫煙室として使用されるエアストリームの改装車

エアストリームのバッジを付けたキャンピングカーは1979年に24-と28-フィート (7.3と8.5 m) モデルで始まり、1980年代と1990年代に25から37フィート（7.6から11.2 m）までのモデルが市場に投入された。アルミニウム製ボディのキャンピングカーに続き、1990年代にはより保守的な形状のグラスファイバー製ボディをもつものが発売された。エアストリーム社は2006年にクラスAのキャンピングカーの製造を終了した。1モデルだけ用意されていたバス型のスカイデッキ (Skydeck) は、屋根上のデッキに通じる階段を車内に備えていた。
1989年からエアストリーム社はフォード・エコノラインとダッジ・Bシリーズ バンのシャーシを基にしたクラスBのキャンピングカーの生産を始めたが、1999年モデルで生産終了となった。2004年にはウエストファリア (Westfalia) とインターステート (Interstate) を発売し、2006年にはインターステートを基にしたパークウェイ (Parkway) の販売も開始した。これらのモデルは全てメルセデス・ベンツ スプリンターのシャーシを使用していた。ウエストファリアの販売は2006年に終了した。
今もジャクソン・センターにあるがソア社の一部門となっているエアストリーム社は、年2,000台のキャンピングトレーラーとキャンピングカーを生産している。現在はスポート (Sport)、フライング・クラウド (Flying Cloud)、インターナショナル（CCDシグネチャー：CCD Signature、セレニティ：Serenity、スターリング：Sterling）、エディ・バウアー (Eddie Bauer)、クラシック・リミテッド (Classic Limited) といったモデルを生産している。2013年モデルでは16から 31フィート（4.9から9.4 m）までのキャンピングトレーラーを揃えている。エアストリーム社はヨーロッパ市場向けのモデルも生産している。

## エアストリーマーズ
エアストリーマーズ (Airstreamers) は、キャンピングトレーラーへの愛情により結びついた共同体意識を共有するRV愛好家のグループである。1950年代の初めにエアストリーム社の創業者であるウォーリー・バイアムは世界の各地を旅してオーナーズクラブを組織し始め、訪れた地では牽引式のキャンピングトレーラーは注目の的となった。多くの有名な観光地の前でトレーラーの写真を撮影するのが一般的となり、これが今日まで続くエアストリームを取り巻く神秘性を醸成した。
ウォーリー・バイアム・キャラヴァン・クラブ (The Wally Byam Caravan Club：WBCC) は、1955年に行われたカナダのノバスコシア州ケントヴィルへのラリー（旅）の最中に結成された。後にインターナショナルの語がクラブ名に追加されたことでWBCCIという略称になった。2005年8月17日に記念マークがウェブサイト上に掲載された。クラブメンバーは毎年1回（クラブの規定により日付は7月1日から4日までを含む）大規模な国際的なラリーで集い、小規模な地域的なラリーは合衆国各地でユニット（支部）毎に行われている。エアストリームは現在でも人気があり、多くの人々が古いモデルのレストアに情熱を傾けている。

## エアストリーム・パーク

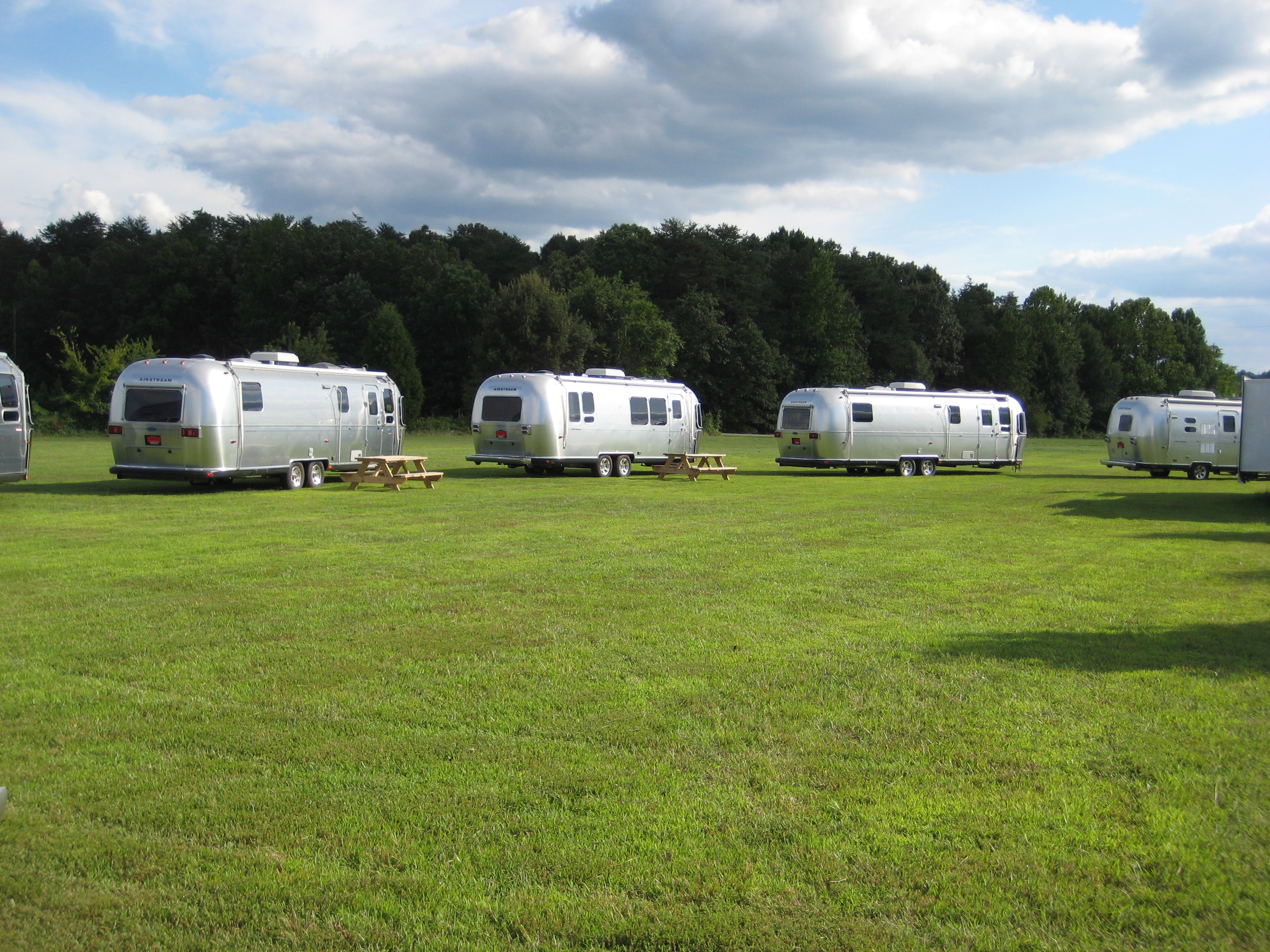
エアストリーム・パーク

アメリカ合衆国内には数多くのエアストリーム・パークが存在する。エアストリーム社製品のオーナーに敷地の購入や貸借が認められているRVリゾートやオートキャンプ場があり、中には非エアストリーム車でも利用できる施設がある一方で厳格な利用条件を課している所もある。利用するのにWBCCIのメンバーであることを条件としている場所もあり、WBCCIの地方部会が所有と運営をしている施設もある。

## 宇宙計画

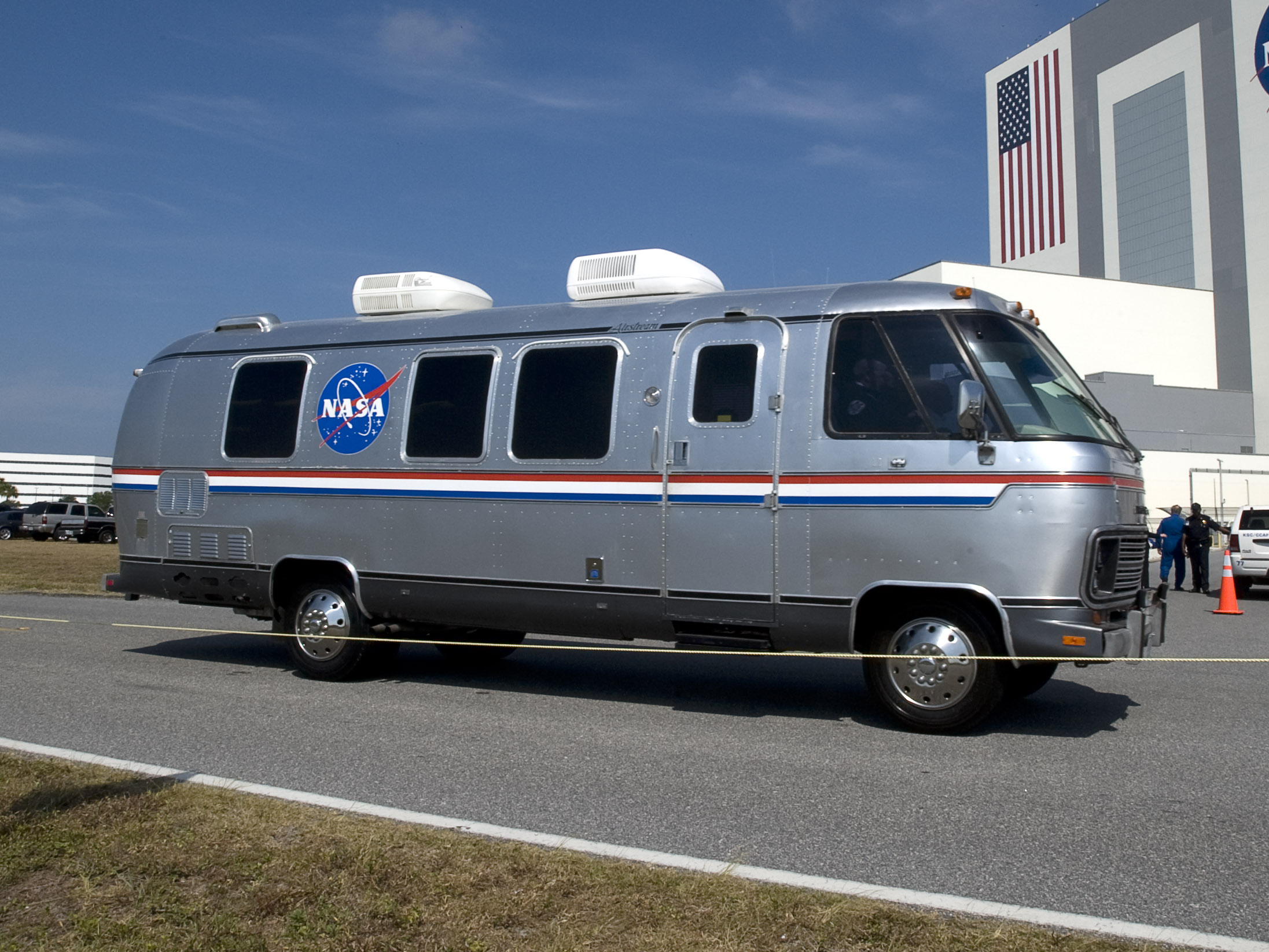
スペースシャトル組立棟の前を走行するアストロバン

1969年に月からの帰還後にアポロ11号の搭乗員たちは月から病原体を持ち帰っていないと断定できるまでエアストリーム社製のキャンピングトレーラーを気密室に改造した移動式隔離施設 (Mobile Quarantine Facility)　に隔離された。
長年NASAは宇宙飛行士を発射台まで運ぶのに数台のエアストリーム社製キャンピングカーを使用してきた。スペースシャトル計画ではアストロバンと名付けられた改造した1983年モデルのエアストリーム・エクセラ (Airstream Excella) が1984年から使用され始めた。

## アメリカ空軍
エアストリームのキャンピングトレーラーは、世界中にアメリカ合衆国の高官を輸送するために使用されている。軍用輸送機では、貨物室内に固縛されて用いられる。2007年にディック・チェイニー副大統領が使用した際の取材では、内装は木製の内張りが施され、絨毯が敷かれていた。内部には革製の椅子、テレビ、DVDプレーヤーが備えられていた。